# Stiefanida Pimonowa
Stiefanida Daniłowna Pimonowa, ros. Стефанида Даниловна Пимонова (ur. ?, zm. po 1945 roku w Stanach Zjednoczonych) – rosyjska działaczka społeczna w II Rzeczypospolitej, staroobrzędowiec.
Urodziła się pod nazwiskiem Karpuszenko. Mieszkała w Wilnie, które w 1920 roku znalazło się na polskim terytorium państwowym. W okresie międzywojennym była jednym z czołowych działaczy wileńskiej gminy staroobrzędowców. Przewodniczyła komitetowi szkolnemu szkoły dla staroobrzędowców. Od 1929 roku stała na czele Damskiego Komitetu Charytatywnego przy wileńskiej gminie staroobrzędowców. Po zajęciu Litwy przez Armię Czerwoną latem 1940 roku, wyjechała do Niemiec. Po zakończeniu II wojny światowej wyemigrowała do USA.